# Spain (composition)

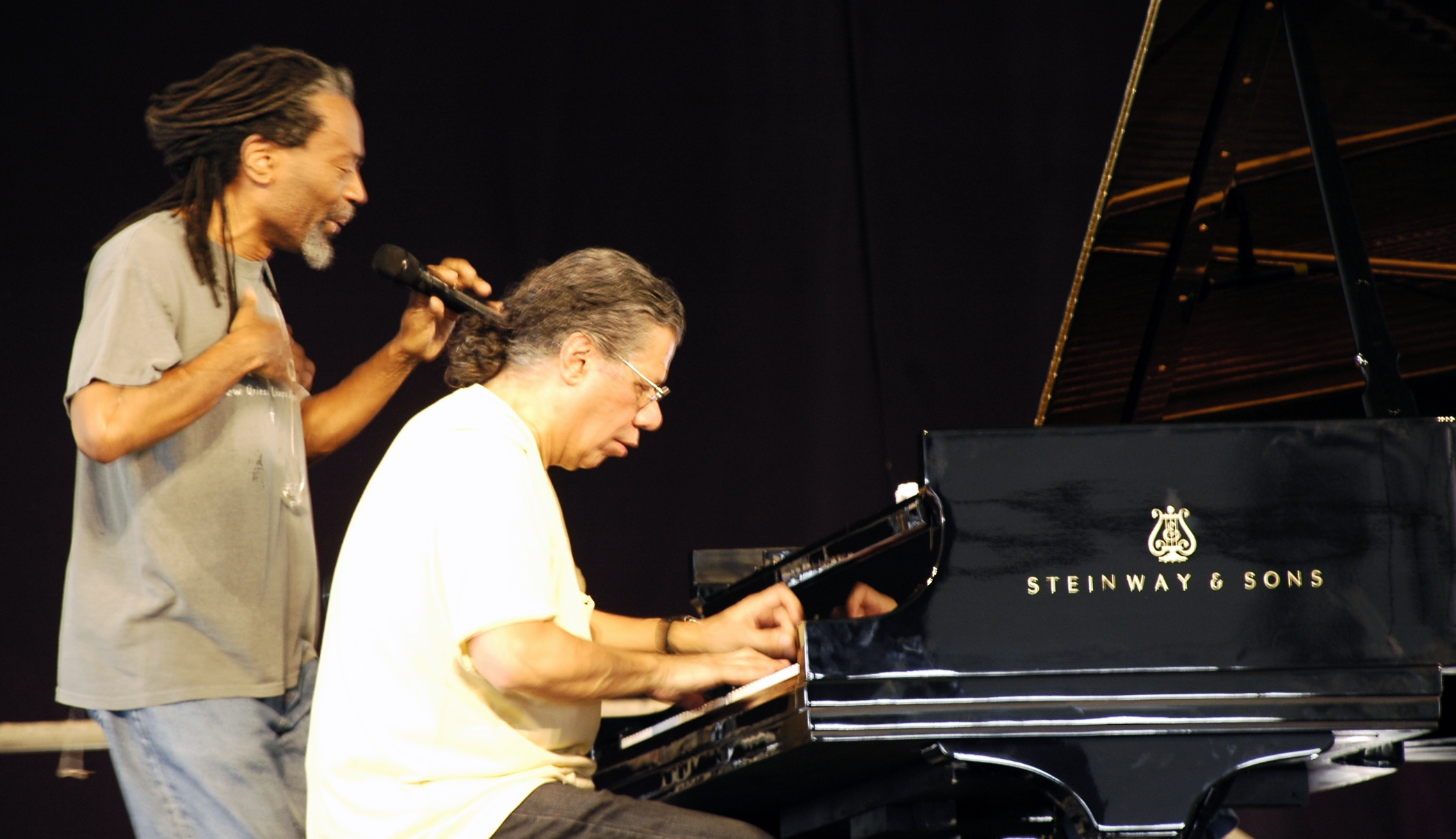
Bobby McFerrin et Chick Corea au New Orleans Jazz Fest 2008

« Spain » est une composition instrumentale de jazz fusion du pianiste et compositeur de jazz Chick Corea. Il s'agit probablement du morceau le plus connu de Corea et il est considéré comme un standard de jazz,,.
"Spain" a été composé en 1971 et est apparu dans sa version originale (et la plus connue) sur l'album Light as a Feather, avec Corea (piano électrique Rhodes), Airto Moreira (batterie), Flora Purim (chant et percussions), Stanley Clarke (basse) et Joe Farrell (flûte). Il a été enregistré plusieurs fois, par Corea lui-même ainsi que par d'autres artistes, notamment dans une version flamenco par Paco de Lucía, Al Di Meola et John McLaughlin dans les années 1980, et une version bluegrass progressive par Béla Fleck en 1979. Une version avec des paroles d'Al Jarreau, "Spain (I Can Recall)", est apparue sur l'album This Time de 1980. En 2009, Corea a interprété sa composition en duo avec la pianiste japonaise Hiromi Uehara. Une version de « Spain » a été interprétée par Stevie Wonder lors de son concert à Londres en 2008. L'introduction utilisée dans le morceau est tirée du Concerto d'Aranjuez, un concerto pour guitare du compositeur espagnol Joaquín Rodrigo.
La version Light as a Feather de « Spain » a reçu deux nominations aux Grammy, pour le meilleur arrangement instrumental et pour la meilleure performance instrumentale de jazz par un groupe. En 2001, Corea a reçu le Grammy du meilleur arrangement instrumental pour « Spain for Sextet and Orchestra ».

## Composition
Corea ouvre la version Light as a Feather de « Spain » avec l'adagio du Concerto d'Aranjuez de Joaquin Rodrigo.
Corea s'est inspiré du guitariste flamenco espagnol Paco de Lucía pour cette pièce.
Après l'introduction, la composition passe à un rythme rapide et régulier de type samba, dans lequel le thème principal et une partie d'improvisation sont répétés.
La progression d'accords utilisée pendant la partie d'improvisation est basée sur les progressions harmoniques du concerto de Rodrigo comme suit:
```
| Gmaj7 | Fa#7 | Em7 A7 | Dmaj7 (Gmaj7) | Do#7 Fa#7 | Bm B7 |
```

## Versions
Par Chick Corea
- Light as Feather (1972) – Chick Corea et Return to Forever
- Chick Corea Akoustic Band (en)  (1989) – Chick Corea Akoustic Band
- Play (Chick Corea and Bobby McFerrin album) (en) (1990) – Chick Corea et Bobby McFerrin
- Return to the Seventh Galaxy: The Anthology (en) (CD 1996) – Chick Corea, Bill Connors, Stanley Clarke et Lenny White
- Alexia In a Jazz Mood (1996) – Chick Corea et Alexia Vassiliou
- Piano solo : Originals (2000) – Chick Corea
- Corea. Concerto (2001) – Chick Corea avec Origin et le London Philharmonic Orchestra
- Rendezvous in New York (en) (CD 2003, DVD 2005) – Chick Corea Akoustic Band
- Elektric Band : Live at Montreux 2004 (2004) – Chick Corea Elektric Band
- Akoustic Band 1991 (DVD 2005) – Chick Corea Akoustic Band
- Duet (2009) – Chick Corea et Hiromi Uehara
- Trilogy (Chick Corea album) (en) (2013) – Chick Corea avec Christian McBride et Brian Blade